# Talbot-Lago
Automobiles Talbot S.A. foi um fabricante de automóveis francês com sede em Suresnes, Altos do Sena,nos arredores de Paris.

## Origens

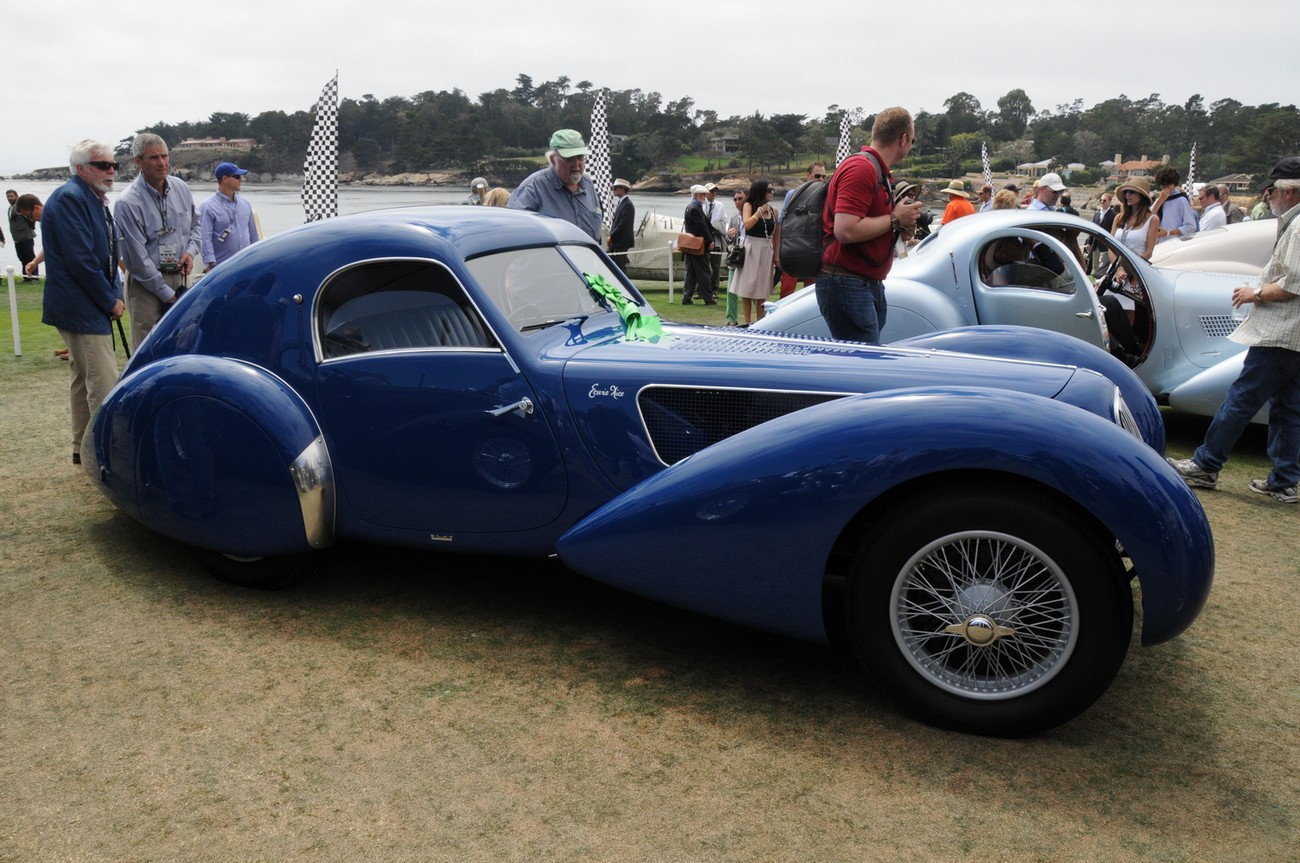
1939 Talbot-Lago T-150 CSS. Corpo de Carrosserie Marcel Pourtout, designer Georges Paulin

### Alexandre Darracq
A fábrica da Suresnes foi construída por Alexandre Darracq para seu negócio pioneiro de fabricação de automóveis iniciado em 1896, que ele chamou de A. Darracq & Cie. Era muito lucrativo. Alexandre Darracq construiu carros de corrida e de "prazer" e Darracq rapidamente se tornou famoso por seus sucessos no automobilismo. Darracq vendeu a parte restante de seu negócio em 1912.

### Talbot
Os novos proprietários renomearam a empresa Darracq para Automobiles Talbot em 1922. No entanto, embora seus carros de produção comuns fossem rotulados como Talbots, os novos proprietários continuaram incorporando o nome Darracq em Talbot-Darracq para seus carros de competição.
Devido à existência simultânea de carros britânicos Talbot, os produtos franceses, quando vendidos na Grã-Bretanha, recebiam o selo Darracq-Talbot ou Talbot-Darracq,  ou simplesmente Darracq.

### Antonio Lago
Em 1932, após o início da Grande Depressão, o empresário ítalo-britânico Antonio Lago foi nomeado diretor administrativo na esperança de poder reviver os negócios da Automobiles Talbot. Lago começou esse processo, mas os proprietários não conseguiram adiar a concordata para além do final de 1934. O liquidante não fechou imediatamente a Automobiles Talbot e, em 1936, Antonio Lago conseguiu concluir uma aquisição da administração do receptor.

## Reorganização sob Tony Lago
Para 1935, a gama existente continuou em produção, mas a partir de 1936 estes foram constantemente substituídos por carros projetados por Walter Becchia, com suspensão independente de mola transversal. Estes incluíram o 4 cilindros 2323 cc (13CV) Talbot Type T4 "Menor", uma introdução surpresa no 1937 Paris Motor Show, e o 6 cilindros 2.696 cc (15CV) Talbot "Cadette-15", junto com o 6 cilindros 2.996 cc ou 3.996 cc (17 ou 23CV) Talbot "Major" e sua versão de longa distância entre eixos, o Talbot "Master": estes foram classificados como carros de turismo ( voitures de tourisme ). 
Houve também na segunda metade da década de 1930 uma gama de carros esportivos ( voitures de sport ) que começou com o Talbot "Baby-15", mecanicamente igual ao "Cadette-15", mas usando um mais curto ligeiramente chassis mais leve. A gama de carros esportivos centrada no 6 cilindros 2.996 cc ou 3.996 cc (17 ou 23CV) Talbot "Baby" e também incluiu o 3.996 cc (23CV) 23 e os modelos Lago-Spéciale e Lago-SS , respectivamente com dois e três carburadores, e aumentos correspondentes em potência e desempenho.  O corpo especificado com mais frequência para o Lago-SS foi construído por Figoni et Falaschi, e apresentava um forma aerodinâmica atraente. 
Lago foi um excelente engenheiro que desenvolveu o motor de seis cilindros existente em um de 4 litros de alto desempenho. Os modelos esportivos de seis cilindros tinham uma grande história de corrida. As carrocerias - como a do T150 coupé - foram feitas por excelentes cocheiros como Figoni et Falaschi ou Saoutchik.

### Modelos Talbot-Lago 1935-1940
Embora a proliferação de tipos de carros e nomes de modelos que se seguiram à aquisição da empresa pela Lago seja desconcertante à primeira vista, na verdade envolveu apenas quatro comprimentos de chassi padrão como segue:
Short Châssis (2 950 mm (116,1 pol) distância entre eixos):
Menor T4 (4 cilindros, 2323 cc)
Junior 11
Baby-15 (6 cilindros, 2696 cc)
Baby 3 litros (6 cilindros, 2996 cc)
T150 3 litros (6 cilindros, 2996 cc)
Baby 4 litros (6 cilindros, 3996 cc)
Lago Spécial (6 cilindros, 3996 cc com carboidratos duplos ou triplos)
Châssis extra curto (2 650 mm (104,3 pol) distância entre eixos):
Lago SS (6 cilindros, 3996 cc com triplo carboidrato)
Châssis normal (3 200 mm (126,0 pol) distância entre eixos):
Cadette-15 (6 cilindros, 2696 cc)
3 litros principais (6 cilindros, 2996 cc)
4 litros principais (6 cilindros, 3996 cc)
Long (7 lugares) Châssis (3 450 mm (135,8 pol) distância entre eixos):
Master 3 litros (6 cilindros, 2996 cc)
Master 4 litros (6 cilindros, 3996 cc)
Durante os primeiros anos da guerra, Walter Becchia deixou Talbot para trabalhar para a Citroen, mas Lago foi acompanhado em 1942 por outro engenheiro excepcional, Carlo Machetti, e a partir de então os dois estavam trabalhando na árvore de cames dupla 4483 cc de seis cilindros isso estaria no cerne do Talbot T26 1946.

## Após a Segunda Guerra Mundial
Após a  guerra, a empresa continuou a ser conhecida tanto por carros de corrida de alto desempenho de sucesso quanto por grandes carros de passageiros luxuosos, com amplo compartilhamento de chassis e componentes de motor entre os dois. No entanto, o período foi de estagnação econômica e aperto financeiro. A empresa teve dificuldade em encontrar clientes e suas finanças estavam sobrecarregadas. 
Em 1946, a empresa iniciou a produção de um novo projeto de motor, baseado em unidades anteriores, mas com uma nova cabeça de cilindro com eixos de comando em bloco duplos. Este motor, projetado sob a liderança de Carlo Marchetti,  foi em muitos aspectos um novo motor. Um motor em linha de 4483 cc de seis cilindros foi desenvolvido para o Talbot Lago Record (1946–1952) e para o Talbot Grand Sport 26CV (1947–1954). Esses carros foram avaliados em comparação com os grandes carros luxuosos de empresas como Delahaye, Delage,  Hotchkiss e Salmson. Talbot permaneceria no negócio de fabricação de automóveis por mais tempo do que qualquer um desses outros, e o nome Talbot foi ressuscitado no início dos anos 1980. 

### Talbot Lago Record T26

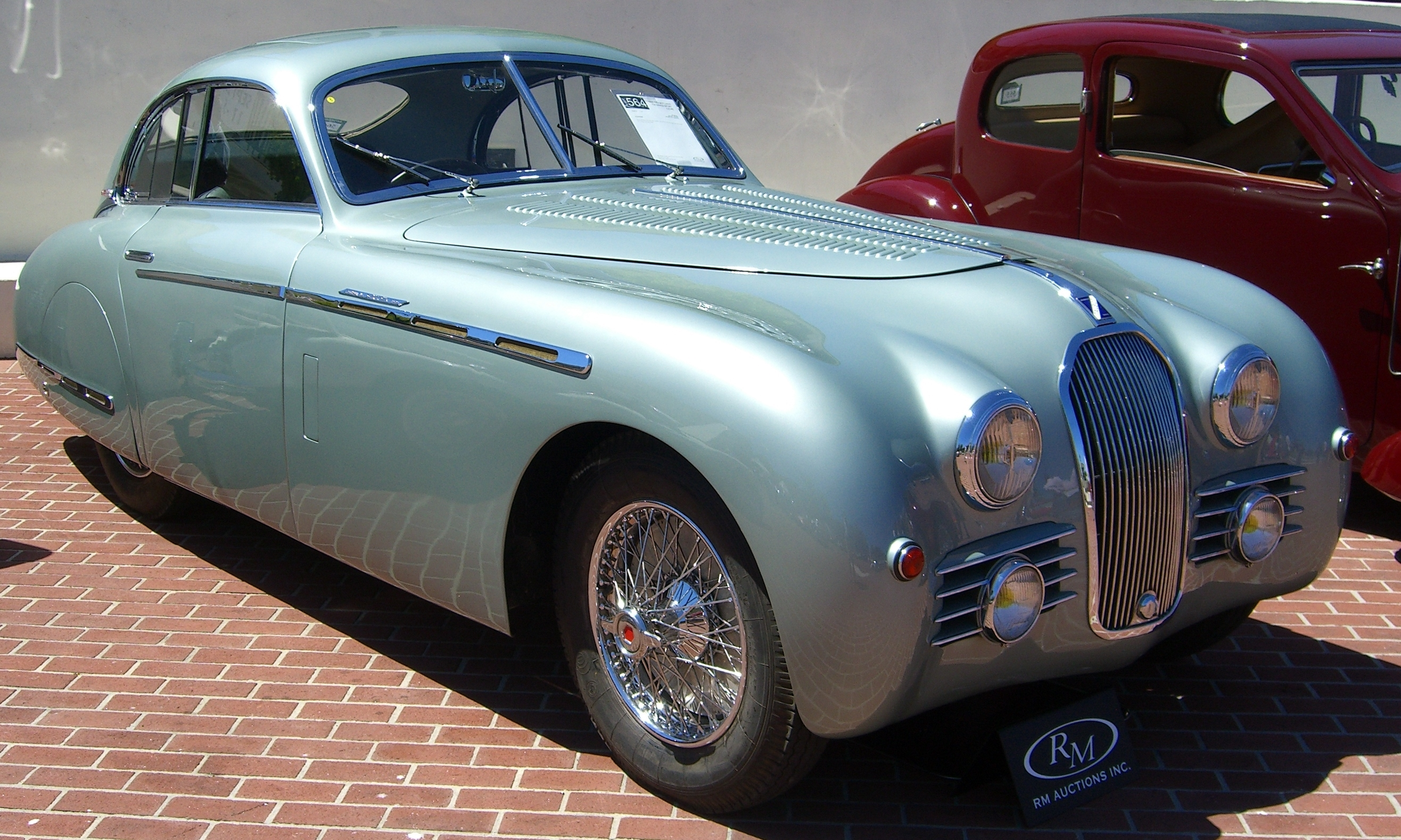
1950 Talbot-Lago T26 Grand Sport, carroçaria de Jacques Saoutchik, Paris

O  'Talbot Lago Record T26'  era um carro grande com um cavalo-vapor fiscal de 26 CV e uma potência real declarada de 170 CV, entregue às rodas traseiras por meio de um motor de quatro velocidades caixa de câmbio manual, com a opção de custo extra de uma caixa de marchas Wilson pré-seletor, e suportando uma velocidade máxima declarada de 170 km / h (105 mph). O carro era comumente vendido como um elegante sedã de quatro portas, mas um cabriolet de duas portas também era oferecido. Havia também carrocerias especiais com carroceria de firmas tradicionalistas, como Graber.  

### Talbot Lago Grand Sport T26
O  'T26 Grand Sport (GS)'  foi exibido pela primeira vez em público em outubro de 1947 como um chassi encurtado,  e apenas 12 foram feitos durante 1948, que foi o primeiro ano completo de produção dos modelos.  O carro era conhecido por sua velocidade. O motor que produziu 170 hp no Registro Lago foi adaptado para fornecer 190 bhp (Até 210 cv) ou, posteriormente, 195 bhp (Até 210 cv) no GS, e foi declarada uma velocidade máxima de cerca de 200 km / h (124 mph), dependendo da carroceria instalada.  O carro foi construído tanto para corrida quanto para luxo e se beneficiou diretamente do sucesso de Talbot Carro T26C Grand Prix. Como tal, era caro, raro e ajudou Louis Rosier com seu filho a ganhar as  Corrida de 24 Horas de Le Mans em 1950. O GS foi substituído o chassi Lago-Record, que recebeu esse nome por sua notável velocidade máxima. O GS era um dos carros de produção mais potentes do mundo na época. Ele tinha várias características especiais dos carros T26 Grand Prix, como um cabeçote de cilindro de alumínio 6 em linha de 4,5 litros, um eixo de comando de válvulas oco, sistema de escape multiportas e carburadores triplos.  Os detalhes do chassi eram semelhantes aos dos carros Grand Prix, mas eram mais longos e mais largos. Veio com dois comprimentos de distância entre eixos -104 e 110 polegadas (2 800 mm).
Quase todos os Talbots vendidos no final dos anos 1940 vinham com carrocerias Talbot, construídas nas extensas oficinas do fabricante. O  'T26 Grand Sport (GS)'  foi a exceção, no entanto, e os carros foram entregues apenas com chassis simples, exigindo que os clientes escolhessem carrocerias sob medida de um fabricante de carrocerias especializado.  O GS foi uma estrela em um mundo monótono e construtores de carroçarias como Saoutchik, Franay, Oblin e Figoni et Falaschi competiram para superar os próprios designers de Talbot com corpos elaboradamente elegantes. 

### Talbot Lago Baby

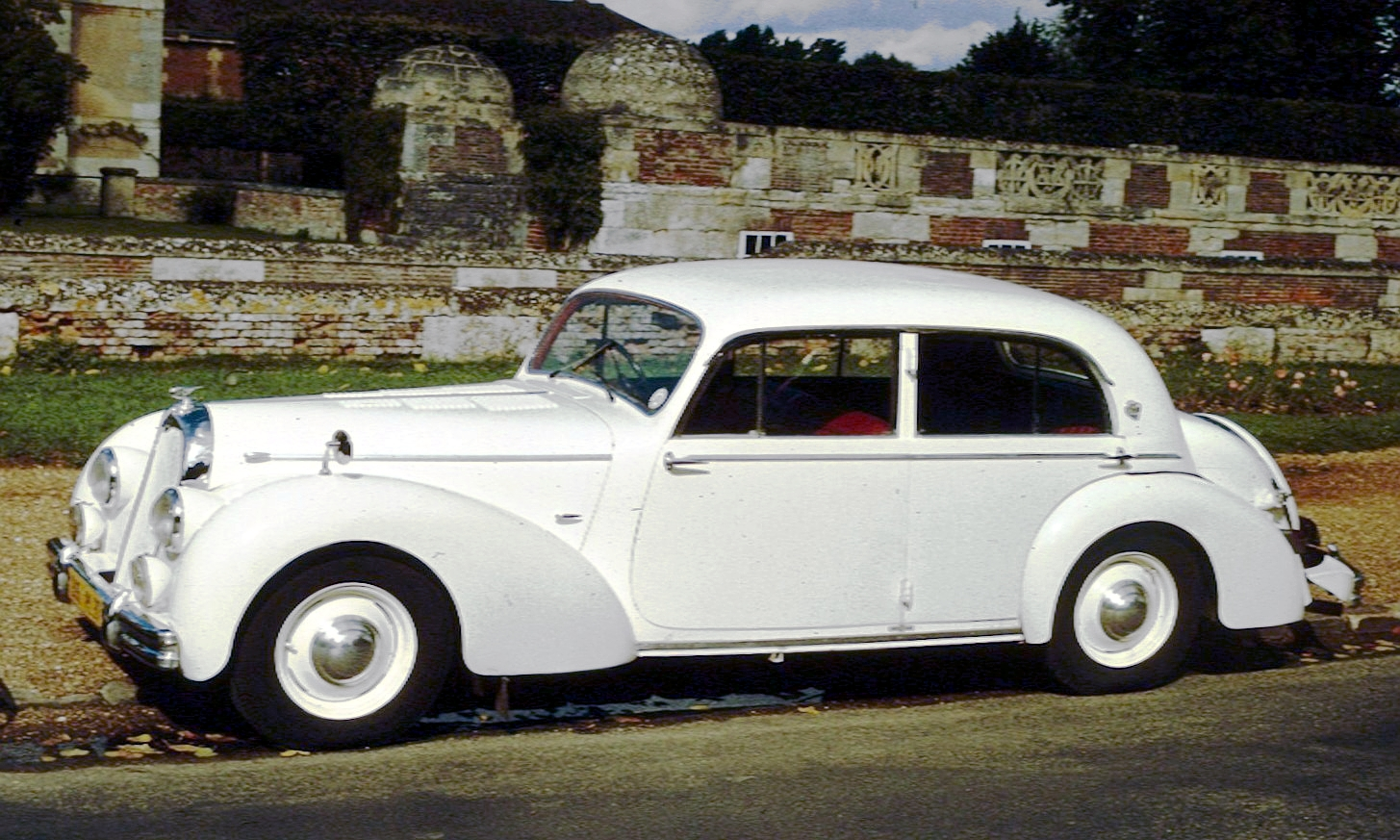
Talbot-Lago T15 Baby Berline d'Usine ca. 1950

O  'Talbot Lago Baby'  (1948–1951) marcou o retorno de um nome de modelo Talbot do pré-guerra e foi o terceiro modelo apresentado pela empresa durante os anos 1940. O carro era comumente vendido como um sedan de quatro portas, mas um cabriolet de duas portas também era oferecido. Seu motor tinha apenas quatro cilindros, mas o eixo de comando duplo no cabeçote com válvulas de cilindro em ambos os lados do bloco do motor foi novamente apresentado:  a 2690 cc a cilindrada do motor equivalia a [[tax cavalos | cavalos fiscais] ] de 15 CV,  que foi suficiente para atrair os níveis punitivos do imposto automóvel aplicado pelo governo francês aos automóveis de grande porte. A potência de saída foi inicialmente 110 bhp (Até 210 cv), que em 1949 foi aumentada para 120 bhp (Até 210 cv).  Embora o bebê do pós-guerra À primeira vista, o sedã se assemelhava ao mais poderoso Record, a distância entre eixos de 2.950 mm do bebê era ligeiramente mais curta do que a distância entre eixos de 3130 mm do Record e o comprimento total era 200 mm mais curto, refletindo o motor encurtado de 4 cilindros block.  Além disso, o carro mais barato tinha uma configuração de suspensão simplificada. Os clientes bebês podem especificar como opção uma caixa de engrenagens pré-seletor Wilson. 
A Talbot Lago fabricou três carros presidenciais especiais de sete lugares; um para o presidente da França, um para o presidente da Tunísia e um para a família real da Arábia Saudita.

### Talbot-Lago T26C
O T26C era um carro de corrida monolugar com um chassi de seção em caixa, um motor de seis cilindros em linha de 4,5 litros não superalimentado e um Wilson de quatro velocidades caixa de câmbio pré-seletor.  O chassi e a caixa de câmbio foram derivados do carros de corrida dos anos 30 da empresa e eram semelhantes aos usados em seus carros de rua do pós-guerra. 
O T26C fez sua estreia nas corridas no Grande Prêmio de Mônaco de 1948, terminando em segundo nas mãos de Louis Chiron.  vitórias em Grandes Prêmios foram alcançadas no ano seguinte com [[Louis Rosier] ]] vencendo o Grande Prêmio da Bélgica de 1949  e Louis Chiron vencendo o Grande Prêmio da França de 1949.  Uma versão modificada de dois lugares ganhou as 24 Horas de Le Mans de 1950 dirigidas por Louis Rosier e Jean-Louis Rosier. 
Doug Whiteford ganhou o Grande Prêmio da Austrália de 1952 e o Grande Prêmio da Austrália de 1953 dirigindo um Talbot-Lago T26C.

### Novos corpos para 1952
Em 1951, com a intensificação dos rumores sobre as dificuldades financeiras da empresa, uma nova carroceria formato Ponton apareceu para o Talbot Baby and Record.  As distâncias entre eixos foram transportadas dos modelos anteriores . Embora em muitos aspectos surpreendentemente moderno, o novo carro apresentava um pára-brisa dianteiro de duas peças no lugar da tela plana única de seu antecessor, provavelmente refletindo as dificuldades no momento de combinar a resistência de um pára-brisa com vidro curvo a um preço e qualidade aceitáveis . A grande janela traseira do novo carro foi substituída por uma janela traseira "panorâmica" maior de três peças como parte da primeira reforma do carro, que ocorreu a tempo para o 1952 Paris Motor Show.  A especificação do motor da unidade de quatro cilindros não foi alterada, assim como o desempenho alegado, embora a nova carroceria fosse cerca de 100 kg mais pesada do que a antiga. Um novo desenvolvimento com a carroceria dos carros Ponton foi a disponibilidade de uma unidade maior de seis cilindros da Talbot Record no Talbot Baby top de linha, que nesta forma foi chamado de Talbot Baby / 6 Luxe, e teve a distância entre eixos ligeiramente mais longa e o comprimento total reforçados pelo maior comprimento do motor de seis cilindros. 

### Motor T14 LS / Talbot Lago Sport
Em 1954 Salon de L'Automobile de Paris, Talbot-Lago apresentou seu último novo motor: o novo quatro cilindros ainda tinha os típicos eixos de comando de válvulas montados lateralmente, embora tenha sido atualizado para cinco rolamentos principais . O novo motor 2.491 cc era chamado de T14 LS, mas não tinha um carro para entrar até maio de 1955, quando o Talbot-Lago 2500 Coupé T14 LS foi finalmente apresentado.  O primeiro carro tinha carroceria toda em alumínio, mas os carros posteriores usaram mais aço. Cinquenta e quatro desses coupés foram construídos, mas provaram ser difíceis de vender - a carroceria estilosa não conseguia esconder a base dos anos trinta e o motor áspero oferecia pouca elasticidade nem longevidade. 
Na falta de recursos para projetar as melhorias necessárias, para 1957 Talbot-Lago teve que recorrer à compra de um motor. Eles escolheram o V8 2580 cc disponibilizado pela BMW, embora com o diâmetro do furo ligeiramente reduzido, para 72,5 mm, o que deu origem a uma cilindrada do motor de 2.476 cc, posicionando o carro (apenas) dentro do 14CV faixa do imposto automóvel.  Refletindo os planos de exportação da empresa, Talbot agora rebatizou o carro como "Talbot Lago America" e (finalmente) entrou na linha com outras montadoras francesas, colocando o motorista no lado esquerdo do carro.  No entanto, a resposta do mercado permaneceu morna, e apenas cerca de uma dúzia de Talbot Lago Americas com motor BMW foram produzidos.  No início do verão de 1958, Tony Lago decidiu aceitar uma oferta do presidente da Simca, Henri Pigozzi, para a venda da marca Talbot para Simca.  A venda do negócio avançou em 1959. 
Com a venda do negócio para a Simca, os novos proprietários se viram com um punhado do final Talbot Lago Americas que aguardava motores.  Agora não havia dúvida de que Simca seria permitido, ou desejaria, produzir carros com motores BMW, e a única solução disponível era para equipar o último lote de carros com o V8 de 2351 cc da própria Simca.  Este  motor teve suas raízes na Detroit dos anos 1930 e foi originalmente fornecido pela Ford para fornecer o (então) Ford Vedette produzido por sua subsidiária francesa um sabor da experiência de direção oferecida por um sedã V8 estilo americano sem estresse.  imagine um motor para um carro esporte, e mesmo com um segundo carburador produzido apenas 95 bhp (Até 210 cv), contra o 138 bhp (Até 210 cv) do BMW- carros com motor da produção do ano anterior.  A velocidade máxima reivindicada era agora de 165 km / h (103 mph) no lugar dos 200 km / h (124 mph) listados no anterior nos ano.  No 1959 Paris Motor Show um estande foi reservado para o que agora era a marca Simca-Talbot, mas uma decisão tardia foi tomada para não expor um Lago America e o Em vez disso, o estande foi entregue a um protótipo de "salão do automóvel especial" construído às pressas, do qual, após o salão do automóvel, nada mais seria ouvido. 

## Comercial e financeiro
Os dados de vendas por modelo foram mantidos em sigilo, possivelmente em conexão com as dificuldades financeiras da empresa, mas os totais gerais para o início dos anos 1950 contam uma história terrível. A fábrica Suresnes produziu 155 carros em 1947, uma produção que aumentou 23 em 1948.  433 carros foram produzidos em 1950, mas depois caiu para 80 em 1951 e para 34 em 1952. Em 1953, acredita-se que a empresa produziu apenas 13 do modelo 26CV Record e 4 dos 15 CV Babys.  Durante o resto da década, os volumes não se recuperaram significativamente; não mais que 54 dos  T14 LS foram construídos em 1955 e 1956. 
Como indica a trajetória comercial da empresa, os anos que se seguiram ao fim da  guerra foram marcados pelo lento colapso financeiro da empresa Talbot de Anthony Lago. Outros fabricantes de automóveis de luxo, cujos anos de glória foram os anos 1930, não se saíram melhor nos anos 1940 e 1950 do que a Talbot, com o desaparecimento de Delage, Delahaye,  Hotchkiss e Bugatti do negócio de automóveis, enquanto Panhard, agilmente, embora ligeiramente improvável, se reinventou como um fabricante de carros pequenos com baixo consumo de combustível. Era difícil encontrar clientes com dinheiro suficiente para gastar em um carro de luxo, mesmo entre aqueles com fundos suficientes, em um país onde já na década de 1950 o  Comunistas, impulsionado pelo papel heróico desempenhado por alguns de seus líderes durante os anos da  Resistência, regularmente com 25% dos votos nas eleições nacionais, havia pouco do espírito “viva para hoje: pague depois” que apoiou padrões extravagantes de gastos na década de 1930 . A política do governo apoiou a austeridade criando um regime tributário pós-guerra que penalizou de forma selvagem os proprietários de carros com motores acima de dois litros e um Plano Econômico, o Pons Plan,  que concedeu o favor do governo (e alocações de materiais ainda em falta, como aço) em apenas cinco fabricantes de automóveis, sendo estes os empresas que se tornaram as cinco maiores montadoras da França nos anos 1950 e início dos anos 60. Para as outras montadoras de luxo da França, entretanto, incluindo a Talbot, a maré simplesmente baixou. 
O dinheiro acabou e Anthony Lago foi obrigado a buscar a proteção judicial de seus credores, por meio de um procedimento conhecido na época como  ”Dépôt de bilan”. Em 6 de março de 1951, o tribunal concordou com uma moratória da dívida que permitia um reinício limitado da produção na fábrica da empresa em Suresnes, mas o caso forneceu publicidade indesejável para os problemas de fluxo de caixa de Talbot, e a empresa agora enfrentava cada vez mais dificuldade em obter crédito. A produção também foi limitada pela medida em que foi necessário cortar a força de trabalho e pelos danos à reputação causados por relatórios de todo o processo. 
O negócio cambaleou até 1959, mas nunca teve força financeira para apoiar o desenvolvimento e produção do seu último modelo, o Talbot-Lago 2500 Coupé T14 LS, lançado após uma longa gestação em maio de 1955. Em 1958, Lago decidiu lançar no esponja e coloque o negócio à venda. Uma oferta foi recebida de Henri Pigozzi sob os termos da qual os restos da empresa Talbot se tornariam parte da Simca. Para evitar a falência, Lago concordou em vender o negócio nos termos propostos pelo diretor-presidente do Simca, um colega italiano expatriado. Talbot-Lago foi transferido para Simca em 1959.  Apesar do péssimo estado dos negócios da Talbot durante os dez anos anteriores, os comentaristas sugerem que Pigozzi fez um bom negócio, recebendo em Suresnes um local industrial e edifícios valiosos vezes o valor pago, junto com um nome de marca que ainda ressoou fortemente em qualquer pessoa com idade suficiente para lembrar os dias de glória de Talbot. 
Tony Lago morreu em 1960. 

## Hoje
Talbot-Lagos tornou-se um carro premiado em vários leilões. Um T150C SS Teardrop Coupe com corpo Figoni et Falaschi, de propriedade da Brooks Stevens, seria vendido por US $ 3.535.000 no leilão Christie's Pebble Beach Concours d'Elegance em 18 de agosto de 2005, [20] outro por US $ 3.905.000 no Palm Beach International Concours d 'Elegance Gooding & Company leilão em 22 de janeiro de 2006, onde foi unanimemente votado "Best in Show", e outro por US $ 4.620.000 no Pebble Beach Concours d'Elegance RM Auctions Sports & Classics of Leilão de Monterey em 14 de agosto de 2010.Um T150 C SS com uma carroceria Pourtout Aerocoupé, projetado por Georges Paulin, foi vendido por US $ 4.847.000 na Bonhams & Butterfields Sale of Exceptional Motorcars and Automobilia de 2008 em Quail Lodge. [27]
Um T26 Grand Sport 1948 não restaurado, com carroceria de Oblin e chassi # 110106, faz parte da coleção permanente do Simeone Foundation Automotive Museum na Filadélfia, PA, EUA. [10]
Um Talbot-Lago T26 Grand Sport Coupé 1949 da Saoutchik da Baillon Collection foi vendido por € 1.450.000 no leilão Artcurial em fevereiro de 2015. [28]
Mesmo Talbot-Lagos com carrocerias de fábrica, em vez de carrocerias personalizadas, são altamente valorizados; um T150 C SS 1939 com corpo de fábrica sendo vendido em 2013 por US $ 418.000 no leilão Gooding & Company em Scottsdale.
1. ↑  «TALBOT DARRACQ 1921 MODELS - Car Brochure - 1921 | eBay». web.archive.org. 22 de setembro de 2016. Consultado em 13 de outubro de 2021
2. ↑  «DARRACQ CAR RANGE Sales Brochure c1938 SALOON Limousine CABRIOLET Lago Special | eBay». web.archive.org. 22 de setembro de 2016. Consultado em 13 de outubro de 2021
3. ↑  «OS TALBOT DE ANTONIO LAGO». Autoentusiastas. 8 de julho de 2018. Consultado em 13 de outubro de 2021